# Zona DNS

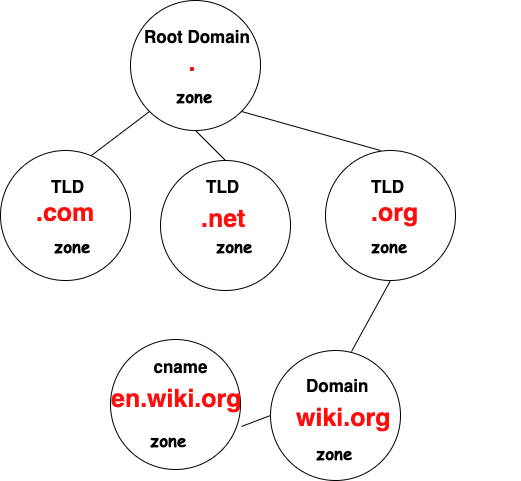
Ilustração de uma zona DNS.

Uma zona DNS é qualquer parte distinta e contígua do espaço de nomes de domínio no Sistema de Nomes de Domínio (DNS) para a qual a responsabilidade administrativa foi delegada a um único gerente.
O espaço de nomes de domínio da Internet é organizado em um leiaute hierárquico de subdomínios abaixo do domínio raiz do DNS. Os domínios individuais desta árvore podem servir como pontos de delegação para autoridade administrativa e gerenciamento. No entanto, geralmente é, além disso, desejável implementar limites refinados de delegação, de modo que vários subníveis de um domínio possam ser gerenciados de forma independente. Portanto, o espaço de nomes de domínio é dividido em áreas (zonas) para esse propósito. Uma zona começa em um domínio e se estende para baixo na árvore até os nós folha ou até o nível superior dos subdomínios onde outras zonas começam.
Uma zona DNS é implementada no sistema de configuração de um servidor de nomes de domínio. Historicamente, ele é definido no arquivo de zona, um arquivo de texto do sistema operacional que começa com o tipo de registro DNS especial Start of Authority (SOA) e contém todos os registros para os recursos descritos na zona. Esse formato foi originalmente usado pelo pacote de software Berkeley Internet Name Domain Server (BIND) e é definido no RFC 1034 e no RFC 1035.

## Domínios e zonas
A maioria dos operadores de registro de nomes de domínio de primeiro nível oferece seus espaços de nomes ao público ou a entidades com fins geográficos obrigatórios ou de outra forma com escopo para registro de domínios de segundo nível. Da mesma forma, uma organização encarregada de um domínio de nível inferior pode operar seu espaço de nomes de maneira semelhante e subdividir seu espaço.
Cada registro ou alocação de espaço de subdomínio obriga o registrante a manter uma infraestrutura administrativa e técnica para gerenciar a responsabilidade por sua zona, incluindo a subdelegação para domínios de nível inferior. Cada delegação confere autonomia técnica essencialmente irrestrita sobre o espaço alocado. Uma área de um ou mais subdomínios que foi delegada para gerenciamento é chamada de zona DNS. Uma zona sempre começa em um limite de domínio para incluir todos os nós folha (hosts) no domínio ou termina no limite de outra zona gerenciada de forma independente.
À medida que cada domínio é dividido em subdomínios, cada um se tornando uma zona DNS com seu próprio conjunto de administradores e servidores DNS, a árvore cresce com o maior número de nós folha na parte inferior. Nesse nível mais baixo, nos nós finais ou nas folhas da árvore, o termo zona DNS torna-se essencialmente sinônimo do termo "domínio", tanto em termos de uso quanto de administração. O termo domínio é usado nas funções de negócios da entidade a ele atribuída e o termo zona geralmente é usado para configuração de serviços DNS.